# Tanacetum budjnurdense
Tanacetum budjnurdense — вид рослин з роду пижмо (Tanacetum) й родини айстрових (Asteraceae).

## Середовище проживання
Ендемік північно-східного Ірану.